# شهرستان شویدوین
شهرستان شویدوین (به لهستانی: Powiat Świdwin) یک شهرستان در لهستان است که در استان پومرانی غربی واقع شده‌است. شهرستان شویدوین ۱٬۰۹۳٫۱ کیلومتر مربع مساحت و ۴۸٬۹۲۰ نفر جمعیت دارد.